# Getto w Annopolu

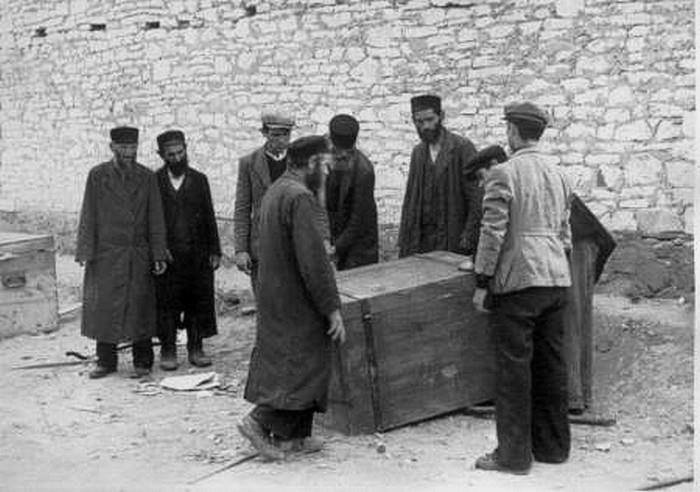
Mieszkańcy getta w Annopolu

Getto w Annopolu – getto dla ludności żydowskiej w Annopolu, utworzone przez Niemców, istniejące w latach 1940–1942.

## Historia
Po wybuchu II wojny światowej w 1939 roku do Annopola przybyła znaczna ilość Żydów, uciekinierów z zachodniej części Polski. W maju 1940 roku społeczność liczyła 1603 osoby.
Niemcy utworzyli getto wiosną 1940. W getcie umieszczono Żydów z terenu Annopola, okolicznych miejscowości, jak również przesiedleńców z Kalisza, Łodzi i Poznania (63 osoby w grudniu 1939) oraz Krakowa (ok. 200 osób, listopad 1941).
Mieszkańcy zdolni do pracy zostali umieszczeni w utworzonym specjalnie obozie pracy w Rachowie, gdzie pracowali na roli i w kopalni fosforytów.
15 października 1942 roku Niemcy rozpoczęli likwidację getta. Grupę ok. 400 osób zdolnych do pracy skierowano do obozów pracy w Gościeradowie (ok. 100 osób) i Janiszowie (ok. 300 osób), osoby starsze i niedołężne zostały zamordowane na miejscu, natomiast pozostałych Żydów Niemcy wywieźli do getta w Kraśniku (około 1500 osób), skąd trafili do obozu zagłady w Bełżcu.
W Annopolu na terenie getta pracowała jeszcze grupa więźniów z obozu w Budzyniu. W lipcu 1943 roku Niemcy przewieźli kilkuset Żydów z Krychowa (byli to przeważnie Żydzi czescy i słowaccy). W połowie listopada ok. 400 robotników zamordowano w kopalni na terenie Nowej Wsi.

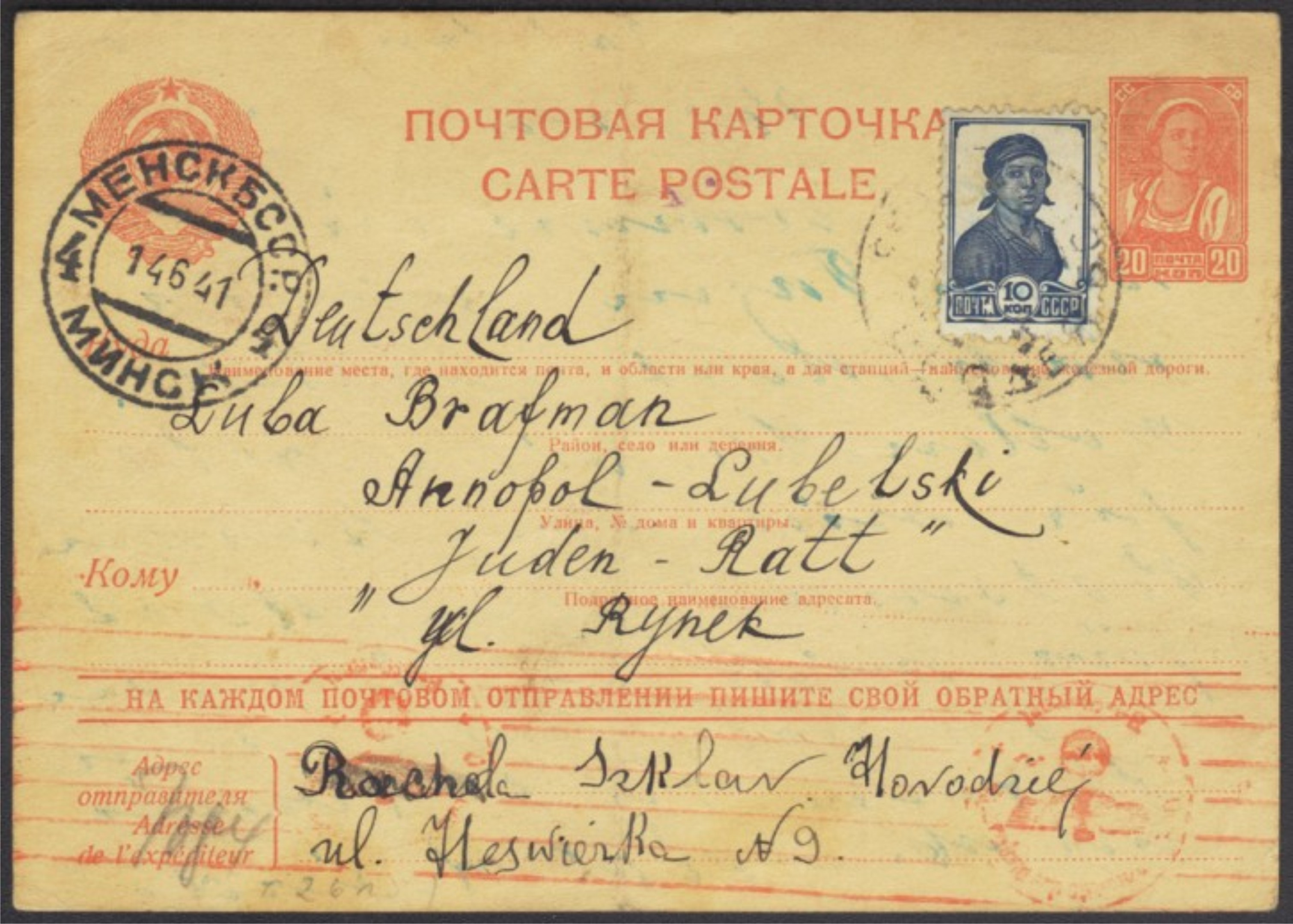
Kartka do getta w Annopolu